# Центральний ринок (Чернігів)
Центра́льний ри́нок — ринок Чернігова. Знаходиться у центральній частині міста.

## Розташування
Ринок розташовано за адресою вулиця Ринкова, 1. Ринок знаходиться між проспектом Перемоги, проспектом Миру та вулицею Ремісничею.

## Опис
Продуктова частина ринку складається з кількох закритих павільйонів ("м'ясний", "молочний", "рибний"), де торгівля йде з аренованих місць на загальному прилавку та рядів відкритих прилавків та кіосків на вулиці. 
Також на ринку є сектор з продажу одягу та взуття, декілька рядів з продажу господарчіх товарів та радіотехніки, та сектор з продажу авто-мотозапчастин, інструментів, товарів для сільского господарства. Існує декілька магазинів з непродовольчими товарами.
Відокремлено, на протилежному боці вулиці Реміснича, знаходиться так званий "Соціальний ринок" - сектор, де продають вживані речі ("блошиний ринок"), а також дрібних свійських тварин (кури, кролі), саджанці та квіти.
Місцеві жителі часто називають саме цей ринок словом "базар".
Вночі 30 березня 2022 року ринок був обстріляний артилерією армії РФ, через що сталася пожежа і згоріла частина ринку, де торгували одягом і взуттям.

## Фотогалерея

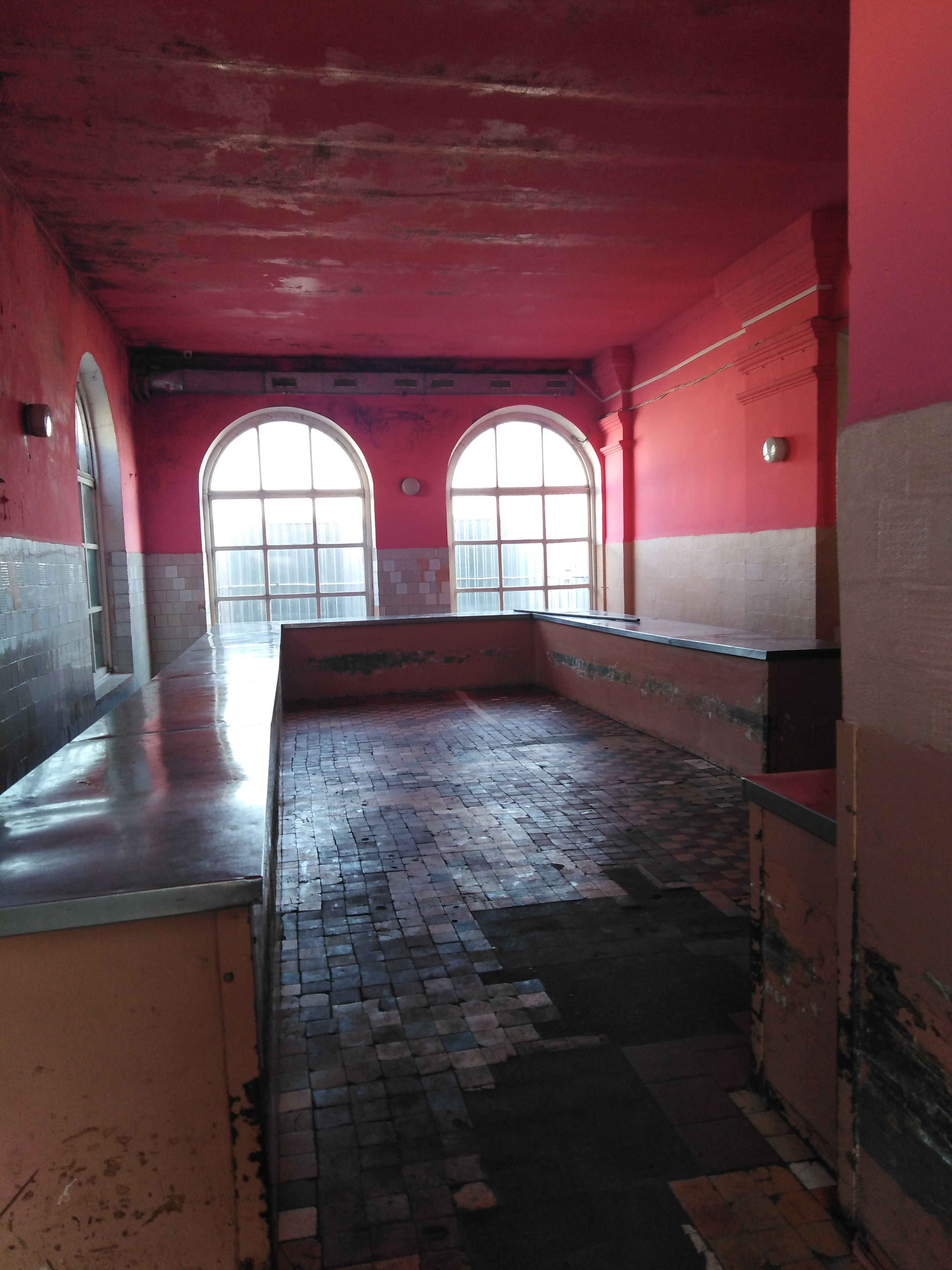
М'ясний павільйон ринку
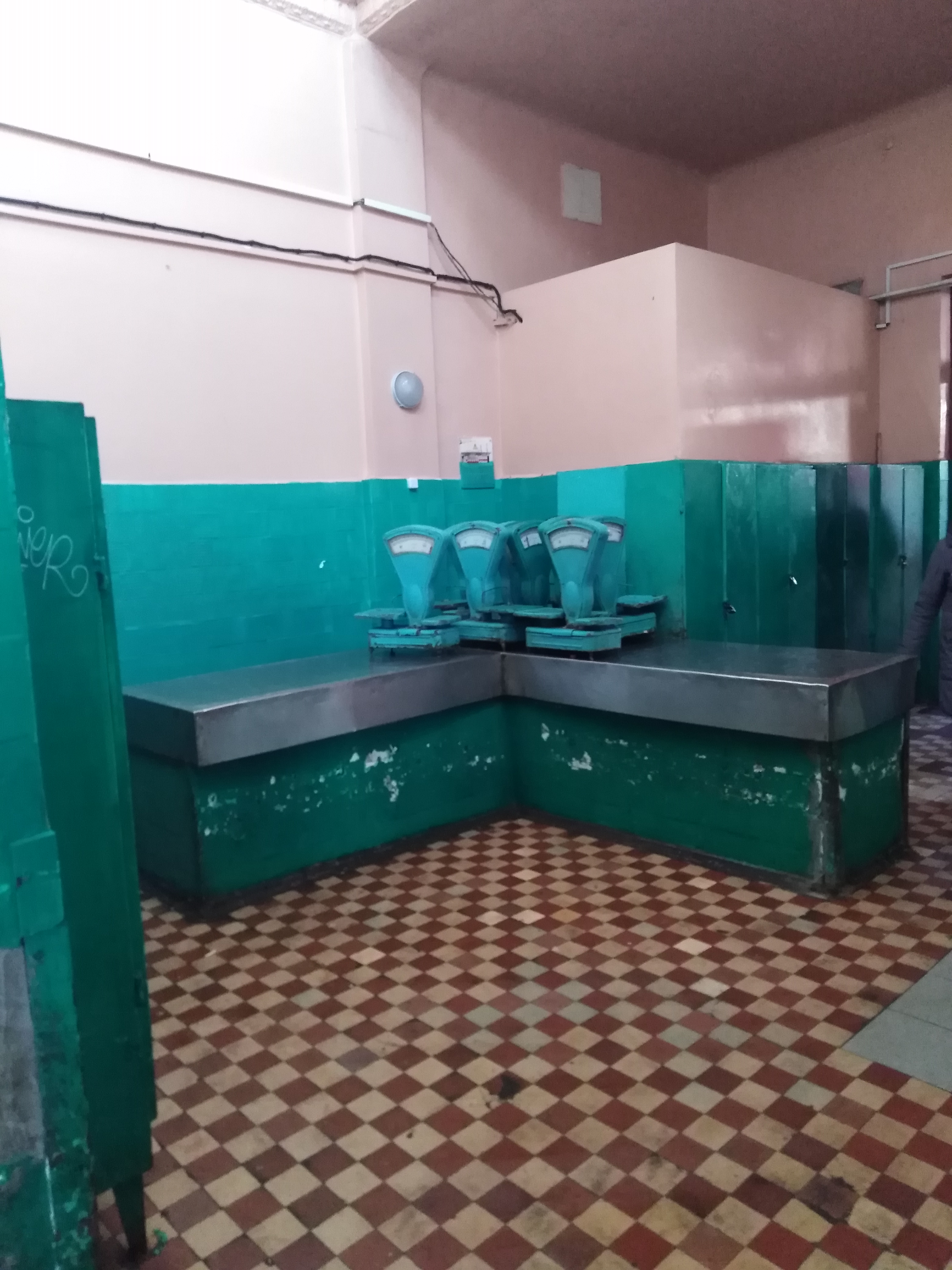
М'ясний павільйон ринку
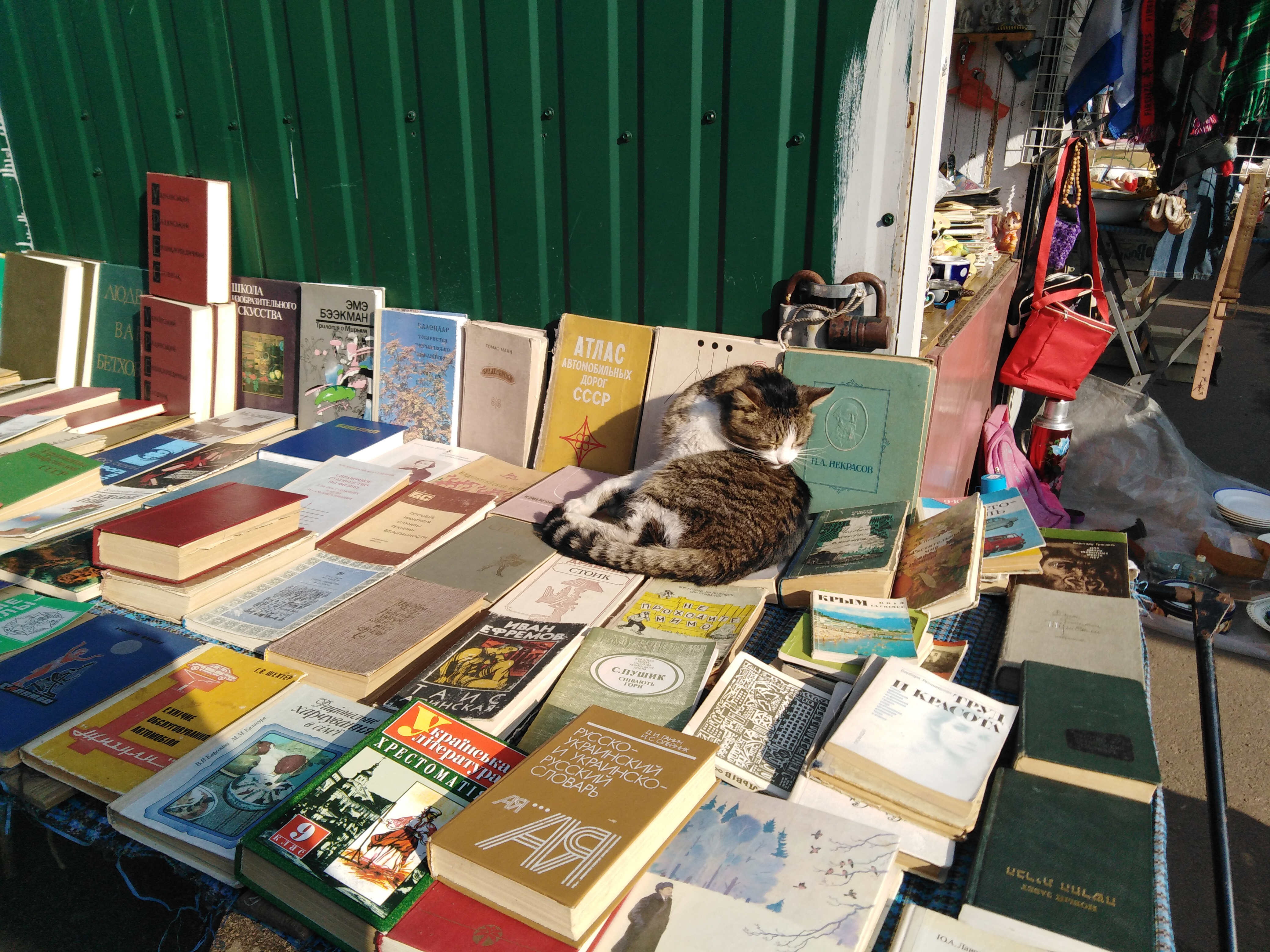
Блошиний ринок